# Copponex
Copponex (se prononce Copponé) est une commune française située dans le département de la Haute-Savoie, en région Auvergne-Rhône-Alpes.

## Géographie
À mi-chemin entre Annecy et Genève, la commune de Copponex est située en contrebas des flancs du Salève et du Mont-Sion et délimitée par la rivière Les Usses en aval. Sa position géographique lui confère un climat doux (température moyenne annuelle autour de 11 °C) et ensoleillé. La pluviosité annuelle moyenne est autour de 1 200 mm. Le sous-sol de Copponex est constitué de moraines argileuses et de molasse, pierre abondante dans la région qui a servi de matériau de construction aux anciennes maisons jusqu’au XIXe siècle. Des traces de pétrole ont été décelées dans son sous-sol.
La superficie totale de la commune est de 921 hectares dont la moitié (460 hectares) sont consacrés à l’agriculture. L’altitude s’étage entre 415 m au lieu-dit Chaumontet, au bord des Usses, et 1010 m sur les versants ouest du Petit Salève. Le bourg se situe à une altitude de 586 m.
Le paysage est dominé par un semi-bocage (champs ouverts et parfois entourés de haies) dû à un défrichement remontant au moins au Moyen Âge. Le remembrement parcellaire des terres de la commune (600 hectares remembrés) entre 1957 et 1962, a passablement réorienté la structure parcellaire et l’aspect paysager de la commune.
De plus, le dynamisme régional occasionné par la proximité de Genève, l’extension progressive du bâti, ainsi que le passage sur la commune de l'autoroute A41 Nord et son demi-échangeur ont contribué à une structure paysagère contrastée.
Composée de sept hameaux : Chatillon, Mézier, la Vellaz, les Petits-Bois, Malbuisson, Follon, Bajole qui se sont créés à l’origine autour de points d’eau, la commune de Copponex reste caractérisée par un habitat relativement dispersé avec une densification récente de ses hameaux.
L'agriculture  essentiellement orientée vers la production laitière pour la fabrication de reblochon AOC. Copponex compte aujourd’hui moins de dix exploitations agricoles contre 72 en 1956.

## Urbanisme

### Typologie
Au 1er janvier 2024, Copponex est catégorisée commune rurale à habitat dispersé, selon la nouvelle grille communale de densité à sept niveaux définie par l'Insee en 2022.
Elle est située hors unité urbaine. Par ailleurs la commune fait partie de l'aire d'attraction de Genève - Annemasse (partie française), dont elle est une commune de la couronne,. Cette aire, qui regroupe 158 communes, est catégorisée dans les aires de 700 000 habitants ou plus (hors Paris),.

### Occupation des sols
L'occupation des sols de la commune, telle qu'elle ressort de la base de données européenne d’occupation biophysique des sols Corine Land Cover (CLC), est marquée par l'importance des territoires agricoles (55,8 % en 2018), en diminution par rapport à 1990 (63,5 %). La répartition détaillée en 2018 est la suivante : 
prairies (48,5 %), forêts (32,6 %), zones urbanisées (6,8 %), zones industrielles ou commerciales et réseaux de communication (4,7 %), cultures permanentes (4,2 %), zones agricoles hétérogènes (3,1 %).
L'IGN met par ailleurs à disposition un outil en ligne permettant de comparer l’évolution dans le temps de l’occupation des sols de la commune (ou de territoires à des échelles différentes). Plusieurs époques sont accessibles sous forme de cartes ou photos aériennes : la carte de Cassini (XVIIIe siècle), la carte d'état-major (1820-1866) et la période actuelle (1950 à aujourd'hui).

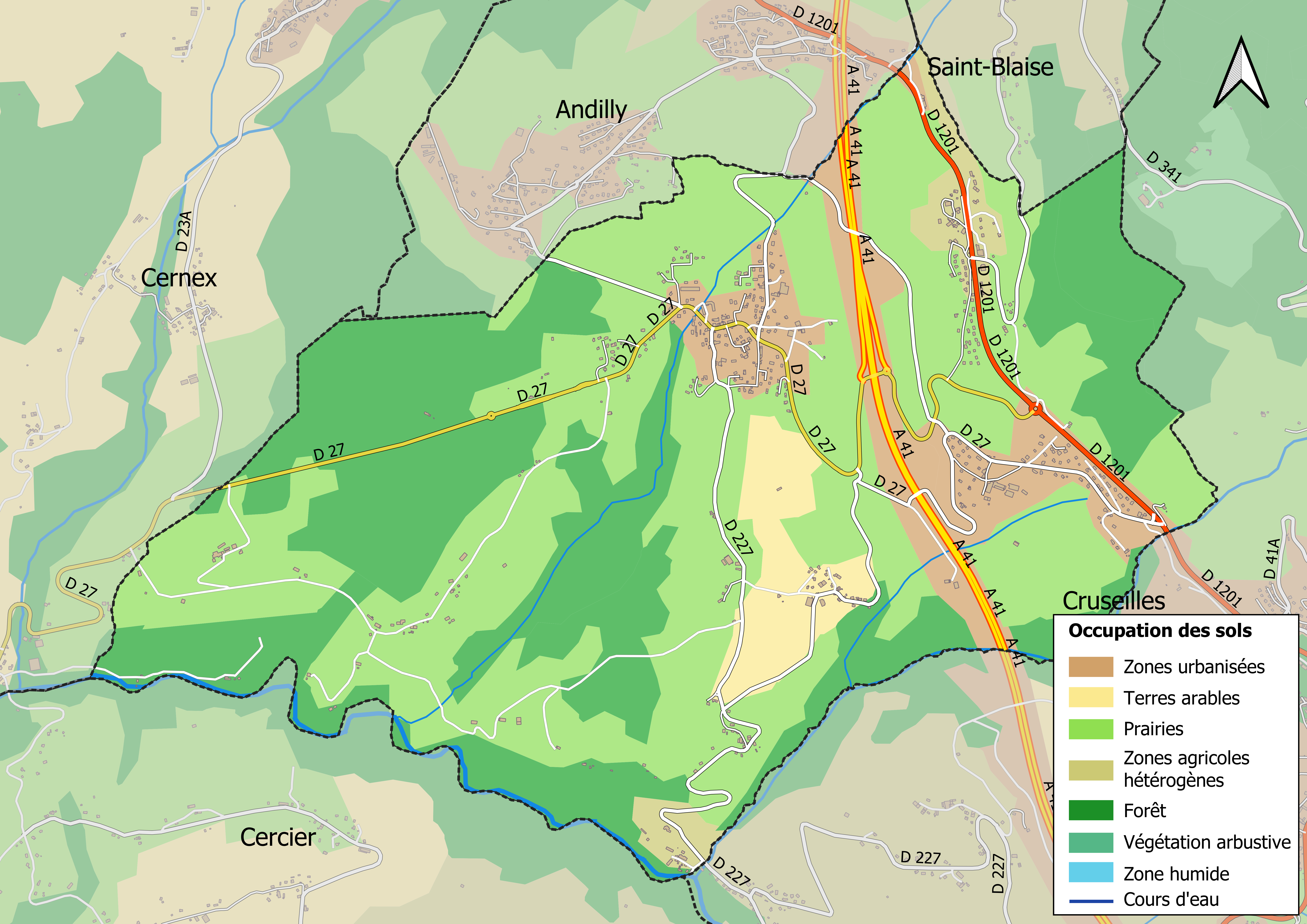
Carte des infrastructures et de l'occupation des sols en 2018 (CLC) de la commune.
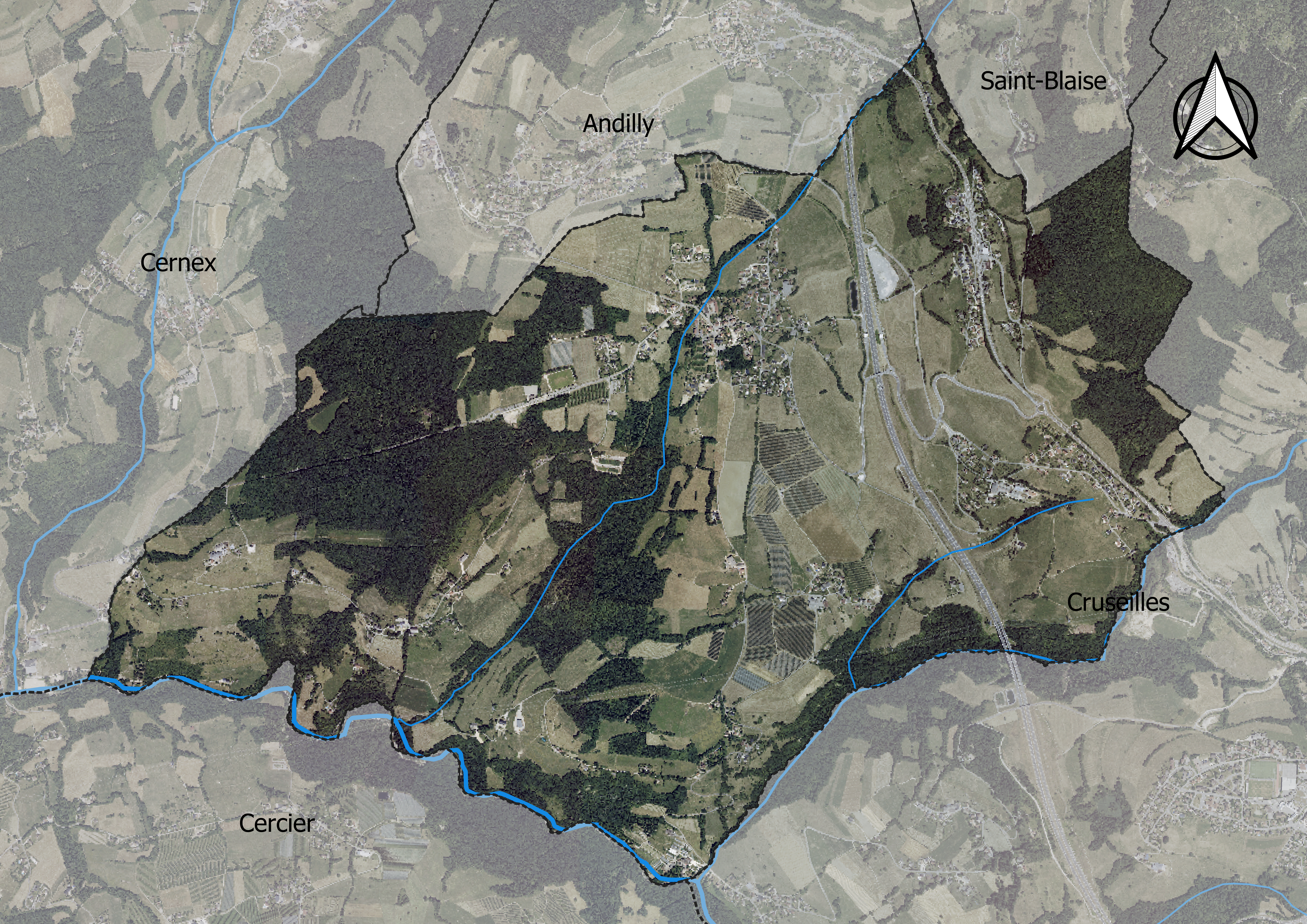
Carte orthophotogrammétrique de la commune.

## Toponymie
En francoprovençal, le nom de la commune s'écrit Koponé (graphie de Conflans) ou Copônex (ORB).

## Histoire
Les origines historiques de la commune remontent probablement à l’époque romaine puisqu'on y a retrouvé des traces d’une villa romaine. D’autres traces romaines, comme la voie romaine à la lisière entre Les Bois-Chardons et les hauts de Châtillon reliant, à l’époque Copponex à Bonlieu, ainsi que le pont romain enjambant le ruisseau de la Ferrande. L'urbanisation et les dernières fortes crues lui ont d'ailleurs été fatales puisque celui-ci n'existe plus depuis plusieurs années. L’origine du nom Copponex, proviendrait bien de l’époque romaine et plus précisément d’un nom d'homme « Copponacum ». D’autres sources font état de « Caupona » ou « Copona », qui signifie un lieu de halte ou de réunion. En effet, il y avait une garnison romaine à Bonlieu et une autre dans les environs des Usses, gardant les voies d’accès. Ces mêmes garnisons avaient régulièrement rendez-vous à Copponex et ce sont elles qui ont donné le nom au pays.
Des restes d’un cimetière burgonde auraient également été retrouvés.
Quant à la seigneurie de Copponay, elle avait eu en son temps la possession des châteaux de Malbuisson, de Saint-Ornex mais également de Châtillon (au lieu-dit Lorette) dont il ne reste aucun vestige aujourd'hui.
Par ailleurs, des moulins à blé et des battoirs à chanvre existaient à Châtillon, le long des Usses au XIXe siècle.
Il faut également parler de la grande zone franche qui passait par Copponex jusqu’en 1923. Ainsi trouvait-on, le long de cette frontière fiscale, des épiceries et de la contrebande à proximité des Usses. Des douaniers gardaient d’ailleurs les accès, au Pont-Noir par exemple.
Enfin, la première adduction d’eau du village date de 1911 et l'électrification de 1923[réf. nécessaire].
La commune a été la gagnante du concours de décoration des villages du Tour de France 2007.

## Politique et administration

### Situation administrative
La commune de Copponex appartient, depuis 2015, au canton de La Roche-sur-Foron, qui compte selon le redécoupage cantonal de 2014 27 communes. Elle appartenait auparavant au canton de Cruseilles.
La commune est membre, avec douze autres, de la communauté de communes du Pays de Cruseilles.

### Liste des maires
| Période                                  | Période  | Identité           | Étiquette | Qualité |
| ---------------------------------------- | -------- | ------------------ | --------- | ------- |
| 1947                                     | 1989     | Marius Fournier    |           |         |
| 1989                                     | 2001     | Jean Thomasson     |           |         |
| 2001                                     | 2014     | Jean-Luc Thomasson |           |         |
| mai 2014                                 | 2016     | François Richer    |           |         |
| 2016                                     | en cours | Julian Martinez    |           |         |
| Les données manquantes sont à compléter. |          |                    |           |         |

## Démographie
Ses habitants sont appelés les Copponexiens.
L'évolution du nombre d'habitants est connue à travers les recensements de la population effectués dans la commune depuis 1793. Pour les communes de moins de 10 000 habitants, une enquête de recensement portant sur toute la population est réalisée tous les cinq ans, les populations de référence des années intermédiaires étant quant à elles estimées par interpolation ou extrapolation. Pour la commune, le premier recensement exhaustif entrant dans le cadre du nouveau dispositif a été réalisé en 2004.

En 2022, la commune comptait 1 287 habitants, en évolution de +13,49 % par rapport à 2016 (Haute-Savoie : +6,01 %, France hors Mayotte : +2,11 %).
| 1793 | 1800 | 1806 | 1822 | 1838 | 1848 | 1858 | 1861 | 1866 |
| ---- | ---- | ---- | ---- | ---- | ---- | ---- | ---- | ---- |
| 415  | 459  | 466  | 518  | 694  | 791  | 645  | 642  | 591  |

| 1872 | 1876 | 1881 | 1886 | 1891 | 1896 | 1901 | 1906 | 1911 |
| ---- | ---- | ---- | ---- | ---- | ---- | ---- | ---- | ---- |
| 636  | 642  | 617  | 566  | 577  | 546  | 516  | 521  | 473  |

| 1921 | 1926 | 1931 | 1936 | 1946 | 1954 | 1962 | 1968 | 1975 |
| ---- | ---- | ---- | ---- | ---- | ---- | ---- | ---- | ---- |
| 417  | 395  | 382  | 378  | 418  | 318  | 312  | 278  | 342  |

| 1982 | 1990 | 1999 | 2004 | 2006 | 2009 | 2014  | 2019  | 2022  |
| ---- | ---- | ---- | ---- | ---- | ---- | ----- | ----- | ----- |
| 392  | 459  | 621  | 682  | 720  | 814  | 1 022 | 1 195 | 1 287 |

La population : celle-ci a doublé en trente ans et se situe (2007) à 774 habitants. Le maximum démographique recensé remonterait à 1842 avec 791 habitants !
La population active est de 387 personnes qui travaillent à près de 40 % en Suisse voisine.
Quant au nombre de logements, les chiffres de 2004 l’établissent à 322, dont près de 80 % de résidences principales avec 82 % de propriétaires.

## Culture et patrimoine

### Lieux et monuments

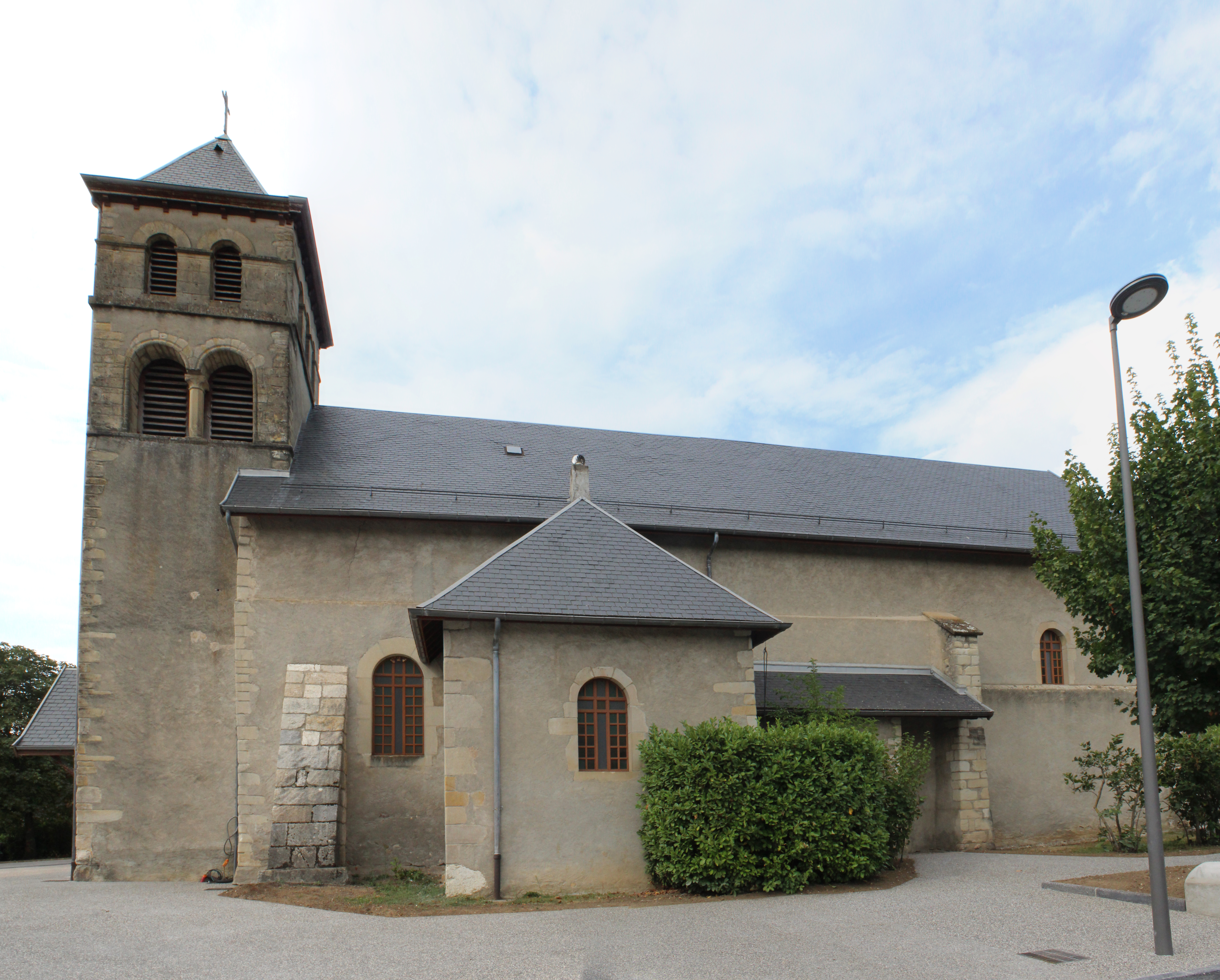
Église St André.

Les monuments à Copponex sont au nombre de quatre et dateraient tous de la même époque de construction, vers le XIe-XIIe siècle.
- L’église
Dédiée à saint André, elle fut bâtie sur un ancien temple païen dédié à la déesse chasseresse Diane. Édifice composite composé par un chœur carré voûté d’arêtes ainsi que d’une nef à voûte brisée et à arcs doubleaux. Le clocher donne une belle impression d’unité avec au premier étage des doubles et triples baies à colonnes, assez remarquables. Le second étage a été construit en 1896.
Les chapiteaux du chœur représentent des têtes de personnages (atlas) ; ceux de la nef, à droite, représentent un animal indéfinissable et un personnage portant un serpent ; à gauche, deux personnages l’un soufflant dans une trompe, l’autre tenant deux chiens. Au clocher, les chapiteaux sont plus simples, décorés de feuillages, fruits et petites têtes humaines.
On peut considérer cet édifice comme étant de style roman évolutif vers le gothique[18].
- Le Château de Malbuisson[19]
Ancienne résidence des nobles de Copponay, cet édifice est orné d’un grand portail. Les armoiries des nobles de l’endroit sont encore martelées sur la façade. Cette maison forte a certainement été au Moyen Âge beaucoup plus vaste, avec chapelle et murailles.
- Le Presbytère
Bâtiment assez massif, caractérisé notamment par ses fenêtres en ogives.
- Le Château de Saint-Ornex
Situé sur les hauteurs de Châtillon, cet édifice était placé sur le passage de la route Copponex-Bonlieu. On a trouvé des ruines ainsi que des caractéristiques architecturales qui permettent de penser que cet édifice était beaucoup plus grand qu’actuellement, entouré de murailles et composé d’une chapelle, dont le bénitier serait celui actuel de l’église de Copponex. Depuis ce lieu, on peut apercevoir onze clochers !

### Personnalités liées à la commune
- Denys (Denis) Moyne de Copponay (Copponex) (1623?-1717), dit de Grimaldy également nommé Denys de Maubec dans sa jeunesse, seigneur de Copponex. Alchimiste charlatan et fabricant de remèdes. Il fut le premier médecin du roi de Sardaigne et duc de Savoie Victor-Amédée II. Il créa une "Académie chimique ducale royale" à Chambéry ayant obtenu du duc les autorisations pour la fonder en 1683. Il publia un grand nombre d'ouvrages de médecine spagyrique[20].
- Jules Vuy (1815-1896), natif de la commune, homme politique genevois[21], également écrivain et historien, habitant le château de Malbuisson[22]. Il a dépouillé de nombreuses chartes sur la région, et fut un personnage important de la vie genevoise. Membre correspondant de l'Académie des sciences, belles-lettres et arts de Savoie (1864)[23].

### Héraldique
| Armes de Copponex | Les armes de Copponex se blasonnent ainsi : De gueules au lion d'or armé de sable. |